# Jackie Chan Stunt Team
El Jackie Chan Stunt Team, también conocido como Jackie Chan's Stuntmen Association, es un grupo de  dobles y artistas marciales que trabajan junto a Jackie Chan. Fundada en la década de 1970 en Hong Kong, inicialmente incluía a dobles y artistas marciales acción hongkoneses, antes de ampliarse a talentos internacionales durante las siguientes décadas.

## Historia
El JC Stunt Team se fundó en 1976 y se originó a partir de las relaciones que Chan estableció en sus primeros papeles protagonistas en películas de acción de Hong Kong. Varios de sus coprotagonistas y dobles contratados por los estudios de cine empezaron a trabajar juntos con regularidad. Esto hizo que se familiarizaran con las habilidades y destrezas de unos y otros y que se convirtieran en un equipo de trabajo. Algunos de los miembros se habían formado en la escuela de la Ópera de Pekín, como Chan.
En 1983, con el estreno de la película Proyecto A, el equipo de especialistas se había convertido en una organización oficial de seis miembros. La organización significaba que los dobles no sólo recibían cobertura de seguro, sino también un salario mensual y una paga mayor.
En 1988, cuando se rodó Police Story 2, el equipo se había ampliado a unos veinte miembros.
Esta encarnación del equipo se disolvió en 1990 y, a partir de entonces, los miembros individuales fueron contratados y utilizados en función de cada película, en lugar de permanecer todos los miembros en nómina. Esto permitió algunas caras nuevas y el regreso de antiguos miembros.
La formación del equipo de Chan influyó en otros actores de la empresa para que siguieran su ejemplo, en particular sus antiguos compañeros de reparto y "hermanos" Sammo Hung y Yuen Biao (sus equipos de especialistas conocidos como "Hung Ga Ban" y "Yuen Ga Ban" respectivamente). Otros actores que formaron sus propios equipos de especialistas fueron Lau Kar-leung, Philip Ko, Stanley Tong y Bruce Law.
El equipo de especialistas de Chan trabajó en colaboración con el de Sammo Hung en películas como Dragones para siempre, Thunderbolt y Around the World in 80 Days.
Un pequeño número de películas que Chan produjo pero en las que no apareció, o en las que no participó en absoluto, han utilizado a su equipo de especialistas. Entre ellas se encuentran The Gold Hunters (1981), Rouge (1988), El inspector con faldas 2 (1989), Stage Door Johnny (1990) y Angry Ranger (1991).

## Miembros (pasado y presente)
Estos son los miembros formales y recurrentes en el equipo de dobles de riesgo de Jackie Chan.
- Wong Yiu - cofundador del equipo en 1977 - The Fearless Hyena, Dragon Fist, Dance of Death, Spiritual Kung Fu, Half a Loaf of Kung Fu
- Peng Kang - cofundador del equipo en 1977 - Spiritual Kung Fu, Half a Loaf of Kung Fu, The Fearless Hyena, Dragon Fist, The Fearless Hyena Part II
- Brad Allan (Bradley James Allan) – Primer miembro no asiático del equipo - Mr. Nice Guy, Who Am I?, Jackie Chan: My Stunts, Gorgeous, Shanghai Noon, The Accidental Spy, Rush Hour 2, The Tuxedo, Shanghai Knights, The Medallion, New Police Story, Rush Hour 3, Armour Of God 3: Chinese Zodiac, Shang-Chi y la leyenda de los Diez Anillos.
- Paul Andreovski – Mr. Nice Guy, Who Am I?, Shanghai Noon, The Accidental Spy, Rush Hour 2, The Tuxedo, Shanghai Knights,  The Medallion, Around the World in 80 Days, The Spy Next Door. Chan's personal boxing coach.
- Lee Huang  (Konstantin Widjaja) - Bleeding Steel, Project X (SNAFU), Kung Fu Yoga
- Andy Owen (Andrew Owen) – Rush Hour 3
- Andy Long (Andreas Nguyen) – Armour Of God 3: Chinese Zodiac, Police Story 2013, Dragon Blade
- Vi-Dan Tran  – The Foreigner, Bleeding Steel
- Yamson Domingo – Police Story, Thunderbolt
- Anthony Carpio (Go Shut-Fung) – Armour of God, Project A Part II, Police Story 2 Miracles, Twin Dragons, Drunken Master II, Thunderbolt, Jackie Chan: My Stunts, The Accidental Spy, The Medallion, New Police Story, Rob-B-Hood
- Chris Chan (Chan Sai-Tang) – Project A Part II, Police Story 2,  Miracles, Twin Dragons, City Hunter, Crime Story, The Accidental Spy
- Chan Siu-wah - Thunderbolt, The Accidental Spy
- Chan Man-ching – Dragons Forever, Police Story 3: Supercop, Drunken Master II, Rumble in the Bronx, Thunderbolt, Police Story 4: First Strike, Mr. Nice Guy, Rush Hour, Who Am I?, Jackie Chan: My Stunts, Gorgeous, The Accidental Spy, Rob-B-Hood
- Chan Tat-kwong (Chan Daat-Gong) – Project A, Police Story, Armour of God, Project A Part II, Police Story 2, Dragons Forever, Miracles, Twin Dragons, Crime Story, Drunken Master II, Thunderbolt, The Medallion, New Police Story, Rob-B-Hood
- Chan Wai-to - Police Story 4: First Strike
- Andy Cheng (Cheng Kai-Chung) – Mr. Nice Guy, Who Am I?, Jackie Chan: My Stunts, Rush Hour, Shanghai Noon, Rush Hour 2, The Tuxedo
- Johnny Cheung (Cheung Yiu-Wah) – Dragon Lord, Project A, The Protector, Police Story, Armour of God, Project A Part II, Dragons Forever, Police Story 2, Miracles, Twin Dragons, Crime Story, Drunken Master II, Rush Hour, Who Am I?, Jackie Chan: My Stunts, Around the World in 80 Days, Rob-B-Hood
- Danny Chow (Chow Yun-kin) – Dragon Lord, Police Story, Project A Part II, Dragons Forever, Miracles
- Joe Eigo – The Medallion, Around the World in 80 Days
- Fung Hak-on (Fung Hark-On) – Snake in the Eagle's Shadow, The Young Master, Winners and Sinners, Heart of Dragon, The Protector, Police Story, Dragons Forever, Miracles, Twin Dragons
- Hon Chun – Project A Part II, Thunderbolt, Rob-B-Hood
- Dani Hu (Fok Chan Keung) – The Protector, Police Story
- Louis Keung (Mak Wai-Cheung) – Heart of the Dragon, Miracles, Police Story 3: Supercop, Thunderbolt, Jackie Chan: My Stunts, Gorgeous, The Medallion
- Benny Lai (Lai Keung-Kuen) – The Young Master, Dragon Lord, Project A, Wheels on Meals, Police Story, Armour of God, Project A Part II, Police Story 2, Dragons Forever, Miracles, Operation Condor, Twin Dragons, Rumble in the Bronx, Thunderbolt, The Accidental Spy, Rush Hour 2
- Rocky Lai (Lai Keung-Kun) – Project A, Police Story, Armour of God, Project A Part II, Dragons Forever, Police Story 2, Miracles, Twin Dragons, Police Story 3: Supercop, Drunken Master II, Thunderbolt, Rumble in the Bronx, Police Story 4: First Strike, Mr. Nice Guy, Who Am I?, Jackie Chan: My Stunts, Gorgeous, The Accidental Spy, The Medallion, Rob-B-Hood
- Sam Wong (Lai Sing-kwong / Wong Ming-Sing) – Project A, Police Story, Armour of God, Project A Part II, Police Story 2, Miracles, Police Story 3: Supercop, City Hunter, Crime Story, Drunken Master II, Thunderbolt, Rumble in the Bronx, Who Am I?, Rush Hour, Jackie Chan: My Stunts, Gorgeous, The Accidental Spy. Stunt Team Leader.
- Ben Lam (Lam Kwok-Bun) – Heart of Dragon, Police Story, Project A Part II, Police Story 2
- Chris Li (Lee Kin Sang) – Project A, Police Story, Project A Part II, Police Story 2, Miracles, Twin Dragons, Drunken Master II
- Lee Chun-kit – Project A Part II, Police Story 2, Miracles, Around the World in 80 Days
- Nicky Li (Li Chung-Chi) – Project A, Armour of God, Project A Part II, Dragons Forever, Miracles, Twin Dragons, Crime Story, Drunken Master II, Thunderbolt, Rumble in the Bronx, Mr. Nice Guy, Rush Hour, Who Am I?, Shanghai Noon, Rush Hour 2, The Tuxedo, Shanghai Knights, The Medallion, Around the World in 80 Days, New Police Story, Rob-B-Hood. Stunt Team Leader.
- Ken Lo (Lo Wai-Kwong) – Project A Part II, Police Story 2, Miracles, Operation Condor, City Hunter, Police Story 3: Supercop, Crime Story, Drunken Master II, Thunderbolt, Police Story 4: First Strike, Who Am I?, Rush Hour, Jackie Chan: My Stunts, Gorgeous, Rush Hour 2, Shanghai Knights, Around the World in 80 Days, New Police Story, The Myth, Rob-B-Hood, Armour Of God 3: Chinese Zodiac. Also known for working as Chan's personal bodyguard.
- Mars (Chiang Wing-fat / Feng Sing) – The Young Master, Dragon Lord, Winners and Sinners, Project A, Wheels on Meals, The Protector, Police Story, Armour of God, Project A Part II, Dragons Forever, Police Story 2, Miracles, Operation Condor, Police Story 3: Supercop, Twin Dragons, Crime Story, Drunken Master II, Thunderbolt, Police Story 4: First Strike, Rumble in the Bronx, Mr. Nice Guy, Rush Hour, Gorgeous, Jackie Chan: My Stunts, Rush Hour 2, Shanghai Knights, Around the World in 80 Days, New Police Story. Chan's best stunt double.
- Max Huang (Huang You Liang) – Armour Of God 3: Chinese Zodiac, Police Story 2013
- Jack Wong (Wong Wai-Leung) – Jackie Chan: My Stunts, The Accidental Spy, Around the World in 80 Days, New Police Story, Rob-B-Hood
- Pang Hiu-sang – Police Story
- Frankie Poon (Poon Bin-chung) – Project A, Project A Part II
- William Tuen (Tuan Wai-Lun) – City Hunter, Police Story 3: Supercop, Crime Story, Drunken Master II, Thunderbolt, Rush Hour, Gorgeous, Rush Hour 2
- Wan Faat – Snake in the Monkey's Shadow, Project A, The Protector, Police Story, Project A Part II, Dragons Forever, Police Story 2, Miracles, Operation Condor, Twin Dragons, Crime Story, Drunken Master II
- Paul Wong (Wong Kwan) – The Young Master, Dragon Lord, Winners and Sinners, The Protector, Police Story
- Jon Foo (Jonathan Patrick Foo) – The Myth
- Peng Zhang – Rush Hour 3
- Wong Wai Fai - Rush Hour 2
- He Jun (Hoh Gwan) – The Tuxedo, Shanghai Knights, The Medallion, Around The World In 80 Days, New Police Story, The Myth, Rob-B-Hood, The Spy Next Door, Armour Of God 3: Chinese Zodiac, Police Story 2013
- Gang Wu (Ng Kong) – Shanghai Noon, Rush Hour 2, The Tuxedo, Shanghai Knights, The Medallion, Around the World in 80 Days, New Police Story, The Myth, Rob-B-Hood, Rush Hour 3, The Spy Next Door, The Karate Kid, Armour Of God 3: Chinese Zodiac
- Park Hyun Jin – Rush Hour 2, The Tuxedo, Shanghai Knights, The Medallion, Around the World in 80 Days, New Police Story, The Myth, Rob-B-Hood, Rush Hour 3, The Spy Next Door
- Lee In Seob – The Tuxedo, Shanghai Knights, The Medallion, Around the World in 80 Days, New Police Story, The Myth, Rob-B-Hood, Rush Hour 3, Armour Of God 3: Chinese Zodiac
- Han Kwan Hua (Han Guan Hua) – Shanghai Knights, The Medallion, New Police Story, Around the World in 80 Days, The Myth, Rob-B-Hood, Rush Hour 3, The Spy Next Door, Armour Of God 3: Chinese Zodiac
- Temur Mamisashvili - Skiptrace, Kung Fu Yoga, Bleeding Steel
- Allen Sit - Police Story 3: Supercop, Police Story 4: First Strike, Rumble in the Bronx, Thunderbolt
- Ho Sung-pak - Drunken Master II
- Kenya Sawada - Thunderbolt
- Chu Tau - Thunderbolt, The Medallion
- Tang Chiu-yau - Police Story 4: First Strike, The Accidental Spy
- Kwan Yung - Who Am I?, Rush Hour, The Accidental Spy
- Tom Wu - Shanghai Knights
- Russ Price – Who Am I?

## Premios y Nominaciones
- 2001 Taurus World Stunt Awards
  - Nominado: Shanghai Noon
- 2002 Taurus World Stunt Awards
  - Ganador: Rush Hour 2
- 2004 Taurus World Stunt Awards
  - Nominado: Shanghai Knights
- 2008 Taurus World Stunt Awards
  - Nominado: Rush Hour 3